# Língua mancanha
A língua mancanha (em mancanha: mankanya; em francês:  mancagne) é falada por cerca de 75 mil pessoas na Guiné-Bissau, no Senegal e na Gâmbia principalmente pelo povo mancanha (Mankanya ou "Bahula"). Faz parte do ramo das línguas bak das línguas nigero-congolesas.
A língua tem estatuto de língua oficial no Senegal, e uma ortografia em alfabeto latino foi recentemente desenvolvida para a mesma. O mancanha é chamada de "Uhula" por seus falantes . Acredita-se que o nome da língua venha do francês e tenha sido dado por um colonizador que denominou o povo e a língua por engano a partir no nome de um chefe tribal.
A língua contém muitos palavras oriundas do crioulo da Guiné-Bissau. Há também muito multibilinguismo com a língua Mandjak, uma língua muito aproximada e mutuamente inteligível e compreensível, bem como com a línguas mandinga e diola também faladas na área. Os falantes do mancanha no Senegal também falam francês e os da Gâmbia, inglês.

## Escrita
O mancanha usa uma forma do alfabeto latino sem as letras Q, V, X, Z, porém com as letras adicionais  ë, ñ, ŋ, ş, ŧ, ƭ.

## Amostra de texto
Bañaaŋ bŧi bawo kate uƭup wi, tiki ujoonani : Wi ŋkeƭuŋ na Kriŧtu, ŋluŋ kaka ubida na a. Woli ŋmëban aliinŧ, ŋluŋ kaşih na a. Woli ŋpoka, ul kak aluŋ kapok nja. Woli ŋdeka kafeƭ, aji woha na nja kamëban nja, aanhil kalaƭ uleeful.
Português
É uma palavra fiel: Porque, se já morremos com ele, também viveremos com ele: Se sofrermos, também reinaremos com ele: se o negarmos, ele também nos negará; Se não acreditarmos, ainda ele permanece fiel: não pode negar a si mesmo. 2 Timóteo 2:11-13.